# Elecciones municipales de Quito de 1978
Las elecciones municipales de Quito de 1978 se llevaron a cabo como parte de las Elecciones seccionales de Ecuador del mismo año. Resultó elegido Álvaro Pérez Intriago, del Partido Liberal Radical Ecuatoriano apoyado por el Partido Social Cristiano y el Partido Conservador Ecuatoriano, siendo su principal contendor Manuel Córdova Galarza de la Izquierda Democrática. Gustavo Herdoíza había propuesto su candidatura pero esta fue invalidada al aprobar la dictadura una ley municipal en la que exigía a los candidatos a burgomaestres a tener títulos de tercer nivel, el cual Herdoíza no poseía.
Fuentes: 